# Exotic (NLE Choppa)
Exotic è un singolo del rapper statunitense NLE Choppa, pubblicato il 7 febbraio 2020 su etichetta NLE Choppa Entertainment.

## Tracce
1. Exotic – 2:45